# Линделёф, Бернд
Бернт Линделёф (родился 15 сентября 1945 года в Стокгольме, Швеция) — шведский спортсмен спринт каноист. Принимал участие в международных соревнованиях по гребле на байдарке и каноэ с 1966 по 1980 год.

## Спортивные достижения
Бернт Линделёф завоевал две медали на чемпионате мира по гребле на байдарках и каноэ спринт — серебряную медаль (дисциплина С-2 1000 М: 1966) и бронзовую медаль (дисциплина К-2 10000 М: 1970).
Завоевал две медали на чемпионате Европы по гребле на байдарках и каноэ в 1967 и 1969 год.
Принимал участие в соревнованиях на четырёх летних Олимпийских играх. Его лучшим результатом в соревнованиях было пятое место в дисциплине С-2 1000 м на Олимпиаде в Мехико в 1968 году. На Олимпийских играх 1972 года занял восьмое место, на Олимпийских играх 1980 года — восьмое место.